# Sally Ride
Sally Kristen Ride (Los Angeles, 26 de maio de 1951 – La Jolla, 23 de julho de 2012) foi uma astronauta dos Estados Unidos e a primeira mulher norte-americana a ir ao espaço, após as soviéticas Valentina Tereshkova em 1963 e Svetlana Savitskaya em 1982.

## História
Formada em Física e Inglês pela Universidade de Stanford, Ride foi uma das 8 mil mulheres que responderam a um anúncio da NASA, para selecionar o primeiro grupo de astronautas femininas do programa espacial norte-americano em 1978. Selecionada, com mais cinco mulheres – Anna Fisher, Judith Resnik, Kathryn Sullivan, Shannon Lucid e Rhea Seddon – ela completou o curso de qualificação em 1979. Como parte de seu aprendizado ou aprendizagem, atuou como CAPCOM (o comunicador com a nave e a tripulação em voo direto de Houston) das segunda e terceira missões do ônibus espacial e ajudou a desenvolver o braço robótico canadense acoplado ao espaço de carga do ônibus espacial.

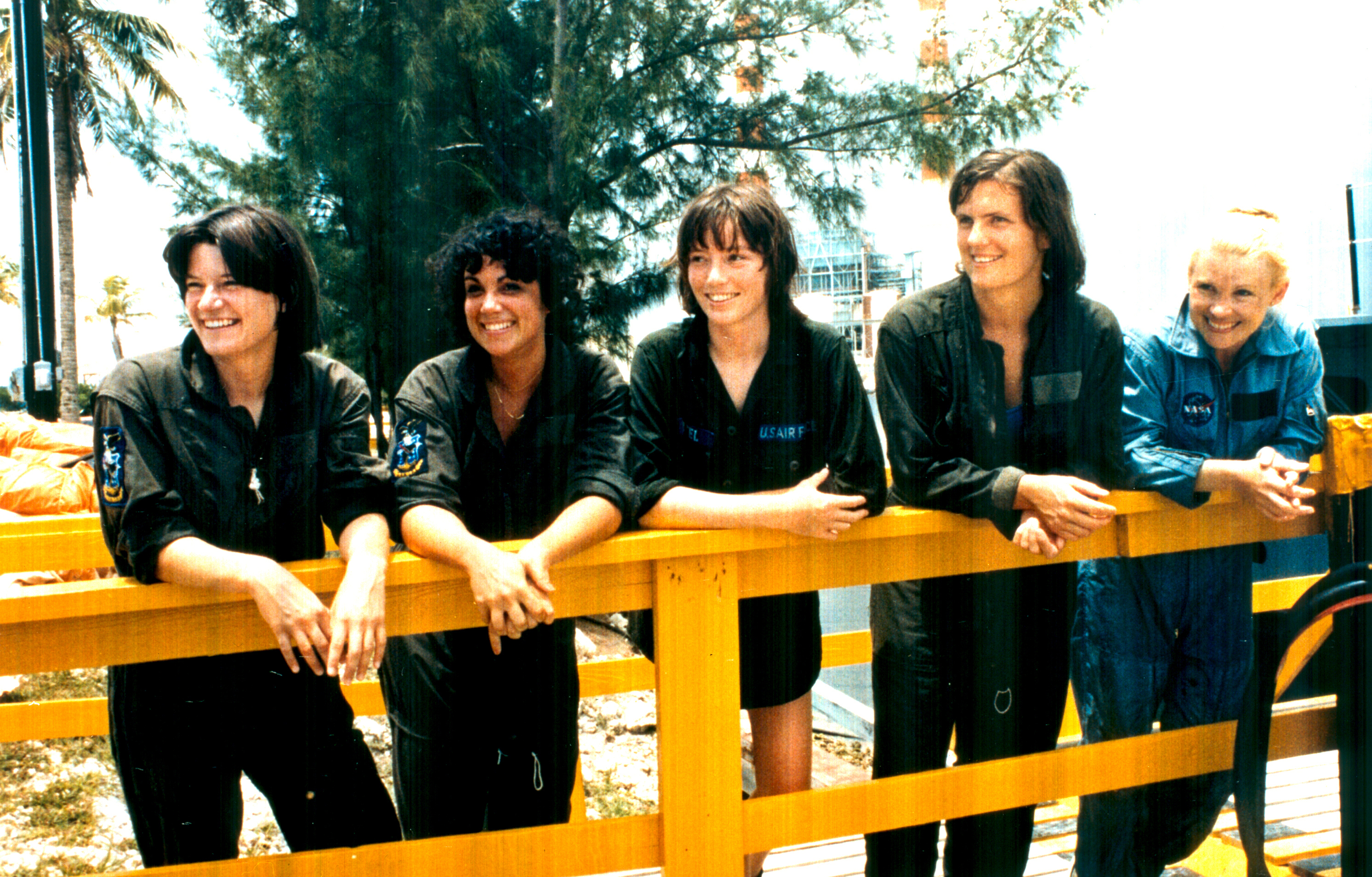
Nos anos 80, Ride (esq.) com quatro astronautas da primeira classe feminina da NASA: (esq. p/ dir.) Judith Resnik, (morta na tragédia da Challenger) Anna Fisher, Kathryn Sullivan e Rhea Seddon.

Em 18 de junho de 1983,  Ride entrou para a história como a primeira americana a subir ao espaço, como integrante da tripulação da Challenger, na missão STS-7, que colocou em órbita dois satélites de comunicação, realizou experimentos farmacêuticos e foram os primeiros tanto a colocar um satélite em sua órbita no espaço, quanto em recolher outro avariado para dentro do ônibus espacial.
Ao final de seu segundo voo espacial no ano seguinte, missão STS-41-G também como tripulante da Challenger, Ride passou a acumular 343 horas de permanência no espaço. Ela treinava para uma terceira missão quando ocorreu o acidente que destruiu a Challenger, matou sua colega Resnik, paralisou o programa espacial americano por quase três anos e a impediu de voar mais uma vez.
Em 1987, após ter se tornado uma líder  e exemplo para todas as mulheres americanas que desejavam ser astronautas e ser uma das investigadoras oficiais das causas do acidente, ela deixou a NASA para trabalhar em sua alma mater, a Universidade de Stanford, lecionar física na Universidade da Califórnia, e dirigir o Instituto Espacial da Califórnia. Em 2003, ela foi convidada pela agência a fazer parte da equipe de investigação das causas da tragédia com a Columbia, tornando-se a única astronauta a participar das duas investigações.
Sally morreu em 23 de julho de 2012, por problemas decorridos de um câncer no pâncreas. Foi casada com o também astronauta Steven Hawley. De 1985 até sua morte viveu com a Dra. Tam O'Shaughnessy, relacionamento revelado somente em seu obituário e confirmado pela sua irmã.

## Homenagem
Em 2018, uma versão da boneca Barbie foi criada com macacão da NASA e capacete de astronauta, em homenagem a Sally Ride. Na ocasião, uma versão da boneca também foi criada em homenagem à ativista Rosa Parks.

## Publicações selecionadas
- Ride, Sally; Okie, Susan (1989). To Space and Back. New York: HarperTrophy. ISBN 0-688-09112-1
- Ride, Sally; O'Shaughnessy, Tam E. (1992). Voyager: An Adventure to the Edge of the Solar System. [S.l.]: Sally Ride Science. ISBN 0-517-58157-4
- Ride, Sally; O'Shaughnessy, Tam E. (1999). The Mystery of Mars. New York: Crown. ISBN 0-517-70971-6
- Ride, Sally; O'Shaughnessy, Tam E. (2003). Exploring our Solar System. New York: Crown Publishers. ISBN 0-375-81204-0
- Ride, Sally; O'Shaughnessy, Tam E. (2004). The Third Planet: Exploring the Earth from Space. [S.l.]: Sally Ride Science. ISBN 0-9753920-0-X
- Sally Ride Science (2004). What Do You Want to Be? Explore Space Sciences. [S.l.]: Sally Ride Science. ISBN 0-9753920-1-8
- Ride, Sally; Goldsmith, Mike (2005). Space (Kingfisher Voyages). London: Kingfisher. ISBN 0-7534-5910-8
- Ride, Sally; O'Shaughnessy, Tam E. (2009). Mission planet Earth: our world and its climate—and how humans are changing them. New York: Flash Point/Roaring Brook Press. p. 80. ISBN 978-1-59643-310-6
- Ride, Sally; O'Shaughnessy, Tam E. (2009). Mission—save the planet: things you can do to help fight global warming. New York: Roaring Brook Press. ISBN 978-1-59643-379-3